# Gossea corynetes
Gossea corynetes is een hydroïdpoliep uit de familie Olindiasidae. De poliep komt uit het geslacht Gossea. Gossea corynetes werd in 1853 voor het eerst wetenschappelijk beschreven door Philip Henry Gosse, die ze had aangetroffen nabij de haven van Ilfracombe aan de kust van Devon. In 1862 plaatste Louis Agassiz de soort in het nieuwe geslacht Gossea.